# 薇姬·埃克斯利
薇姬·埃克斯利（英語：Vicky Exley，1975年10月22日—），英国前女子足球运动员，场上位置是中场。她曾代表英格兰代表队参加2007年国际足联女子世界杯，队伍止步八强赛。